# Mary Daniel
María Irma López Daniel, mais conhecida como Maria Monterrey e posteriormente como Mary Daniel (Salta, 20 de julho de 1911 — Rio de Janeiro, 21 de junho de 2012) foi uma atriz, bailarina, cantora, dramaturga argentina radicada no Brasil. Era irmã de Alba Lopez com quem fez dupla no início da carreira. Casou-se com o ator Juan Daniel em 1935. Era mãe do ator e diretor Daniel Filho e avó da atriz Carla Daniel.

## Filmografia

### Televisão
| Ano  | Título                   | Personagem        | Notas                          |
| ---- | ------------------------ | ----------------- | ------------------------------ |
| 1969 | Véu de Noiva             | Mariana           |                                |
| 1970 | Pigmalião 70             | Irmã Andressa     | [ 2 ]                          |
| 1971 | O Homem Que Deve Morrer  | Conchita          |                                |
| 1972 | Selva de Pedra           | Dona Otávia       | [ 3 ]                          |
| 1973 | O Semideus               | Joyce             | [ 4 ]                          |
| 1973 | Carinhoso                | Marieta Morales   |                                |
| 1973 | Caso Especial            | —                 | Episódio: "O Desquite"         |
| 1974 | Fogo sobre Terra         | Maria             |                                |
| 1975 | Bravo!                   | Noêmia            | [ 6 ]                          |
| 1975 | Pecado Capital           | Cantora de tango  | [ 7 ]                          |
| 1975 | Senhora                  | Cortesã           | [ 8 ]                          |
| 1977 | Sítio do Picapau Amarelo | Dona Ostra        | Episódio: "Piloto"             |
| 1979 | Pai Herói                | Locatária         | Participação Especial          |
| 1984 | A Máfia no Brasil        | —                 | [ 10 ]                         |
| 1984 | Livre para Voar          | Cilica            |                                |
| 1989 | O Sexo dos Anjos         | Dona Lurdes       | [ 11 ]                         |
| 1990 | Barriga de Aluguel       | Lola Paranhos     | [ 12 ]                         |
| 1996 | Quem É Você?             | Olga              |                                |
| 1998 | Mulher                   | Madre Auxiliadora | Episódio: "Prazeres e Limites" |

### Televisão - parte técnica
| Ano  | Trabalho         | Emissora | Escalação | Parceiros Titulares               |
| ---- | ---------------- | -------- | --------- | --------------------------------- |
| 1957 | Teatro Câmera Um | TV Tupi  | Autora    | Episódio: "Opus 13"               |
| 1958 | Teatro Câmera Um | TV Tupi  | Autora    | Episódio: "Solar das Almas"       |
| 1964 | TV de Comédia    | TV Tupi  | Autora    | Episódio: "Melindrosa Transviada" |

### Cinema
| Ano  | Título                     | Personagem      |
| ---- | -------------------------- | --------------- |
| 1969 | A Cama ao Alcance de Todos | Mulher na praia |
| 1972 | Eu Transo, Ela Transa      | Madame Telma    |
| 1975 | O Casal                    | —               |